# Reef (Lewis and Harris)
Reef, schottisch-gälisch Riof, ist eine Ortschaft auf der schottischen Hebrideninsel Lewis and Harris.

## Lage
Reef liegt im Westen von Lewis, dem Nordteil der Doppelinsel Lewis and Harris, an der Westküste des Loch Roag gegenüber den Inseln Flodaigh und Vuia Beg auf der Halbinsel Valtos. Die nächstgelegenen Ortschaften sind der 1,5 Kilometer westlich gelegene Weiler Uigen und das 2,5 Kilometer nordwestlich gelegene Kneep. Stornoway, der Hauptort der Insel, befindet sich 32 Kilometer östlich. Reef ist über eine Stichstraße zugänglich, die bei Miavaig von der B8011 abgeht, die wiederum eine Nebenstraße der in Stornoway beginnenden A858 ist, die bis Barvas die Ortschaften entlang der Nordwestküste von Lewis an das Straßennetz anschließt.

## Geschichte
Die Umgebung weist frühe Besiedlungsspuren auf. Hierzu zählt der 1,5 Kilometer nordwestlich gelegene eisenzeitliche Broch Loch Na Berie.
Auf der Karte der Ordnance Survey von Ross-shire aus dem Jahre 1854 sind in Reef ein bedachtes und 24 unbedachte Gebäude verzeichnet, von denen 16 als Ruinen markiert sind. 1974 waren dort 14 bedachte und zehn unbedachte Gebäude verzeichnet. Das Wohngebäude 11a Reef ist denkmalgeschützt.